# Atak na Amdjereme
Atak na Amdjereme – starcie na pograniczu czadyjsko-sudańskim, które miało miejsce 6 marca 2006 roku. Wydarzenie to miało miejsce trzy tygodnie po podpisaniu przez rządy Czadu i Sudanu wynegocjowanego przez Unię Afrykańską tzw. porozumienia trypoliskiego (8 lutego), w którym rządy tych dwóch krajów zobowiązały się,
do zakończenia wsparcia dla rebeliantów operujących w rejonie granicznym.
Atak rozpoczął się po przekroczeniu granicy Sudanu i Czadu przez oddziały sudańskiej milicji (tzw. dżandżawidów). Z osady Amdjereme zostało zrabowane bydło hodowlane, które wojska czadyjskie odzyskały podczas pogoni za wycofującymi się agresorami.
Rząd Czadu oskarżył Sudan o wspieranie i faktyczne kierownictwo nad rebeliantami z „Ruchu na Rzecz Demokracji i Wolności”, którzy zaatakowali nadgraniczne czadyjskie miasto Adré, położone w pobliżu granicy z Sudanem. Podczas walk zginęło wówczas ponad 100 osób..